# Майн (Шлезвіг-Гольштейн)
Майн (нім. Meyn) — громада в Німеччині, розташована в землі Шлезвіг-Гольштейн. Входить до складу району Шлезвіг-Фленсбург. Складова частина об'єднання громад Шаффлунд.
Площа — 12,4 км2. Населення становить 741 ос. (станом на 31 грудня 2020).